# Dyskografia Libera
Dyskografia Libera – polskiego rapera Marcina Piotrowskiego, występującego pod pseudonimem Liber, składa się z pięciu albumów studyjnych, jednej kompilacji, jednego minialbumu, dziewiętnastu singli i dziewiętnastu teledysków. 
Liber zadebiutował solowo płytą Bógmacher wydaną w 2004 roku. Następnie w roku 2007 wraz z raperem Doniem wydał płytę Moderato. Rok później wydał wspólną płytę pt. Ona i on z piosenkarką Sylwią Grzeszczak. W 2013 roku wydał czwarty album studyjny Duety, na którym zamieścił nagrania swoje z innymi wykonawcami.

## Albumy studyjne
| 2004                        | Bógmacher - Data: 1 marca 2004 - Wydawca: UMC Records                           | 13 |
| 2007                        | Moderato (oraz Doniu) - Data: 18 czerwca 2007 - Wydawca: My Music               | –  |
| 2008                        | Ona i on (oraz Sylwia Grzeszczak) - Data: 21 listopada 2008 - Wydawca: My Music | 27 |
| 2013                        | Duety - Data: 21 maja 2013 - Wydawca: Gorgo Music / EMI Music Poland            | 20 |
| 2020                        | ID - Data: 11 grudnia 2020 - Wydawca: Na swoim / e-Muzyka                       | –  |
| „–” album nie był notowany. |                                                                                 |    |

### EP
| Rok  | Album                                                                        | Pozycja na liście |
| Rok  | Album                                                                        | POL               |
| ---- | ---------------------------------------------------------------------------- | ----------------- |
| 2012 | Magia futbolu - Data: 22 maja 2012 - Wydawca: Gorgo Music / EMI Music Poland | 11                |

### Kompilacje
| Rok  | Album                                                   |
| ---- | ------------------------------------------------------- |
| 2009 | Wczoraj i dziś - Data: 6 marca 2009 - Wydawca: My Music |

## Single
| 2008                         | „Nowe szanse” (oraz Sylwia Grzeszczak)                       | – | 2 | –  | –  | –  | –  |                           | Ona i on                                                    |
| 2008                         | „Co z nami będzie” (oraz Sylwia Grzeszczak)                  | – | 1 | –  | –  | –  | –  |                           | Ona i on                                                    |
| 2009                         | „Mijamy się” (oraz Sylwia Grzeszczak)                        | – | 1 | –  | –  | 29 | –  |                           | Ona i on                                                    |
| 2010                         | Alan Basski – „Tak miało być” (gościnnie: Liber)             | – | – | –  | –  | –  | –  |                           | –                                                           |
| 2012                         | „Czyste szaleństwo” (gościnnie: InoRos)                      | – | 2 | 6  | –  | –  | –  |                           | Magia futbolu                                               |
| 2012                         | „Winny” (oraz Mateusz Mijal)                                 | 4 | 1 | –  | –  | –  | –  |                           | Duety                                                       |
| 2012                         | „Ludzki gest”                                                | – | – | –  | –  | –  | –  |                           | Duety                                                       |
| 2013                         | „Wszystkiego na raz” (oraz Natalia Szroeder)                 | 5 | 1 | 2  | 10 | 30 | 10 |                           | Duety                                                       |
| 2013                         | „Nie patrzę w dół” (oraz Natalia Szroeder)                   | 2 | 3 | –  | –  | –  | –  |                           | Duety                                                       |
| 2014                         | „Teraz ty” (oraz Natalia Szroeder)                           | 4 | 1 | –  | 3  | –  | –  |                           | –                                                           |
| 2014                         | „Czarne chmury” (oraz Mateusz Grędziński)                    | – | – | –  | –  | –  | –  |                           | –                                                           |
| 2014                         | „Dzień dobry, kocham cię” (gościnnie: Barbara Kurdej-Szatan) | – | – | –  | –  | –  | –  |                           | Dzień dobry, kocham cię (ścieżka dźwiękowa)                 |
| 2015                         | „Porównania” (oraz Natalia Szroeder)                         | – | – | –  | –  | –  | –  | - POL: platynowa płyta    | –                                                           |
| 2015                         | „7 rzeczy” (oraz Mateusz Ziółko)                             | 9 | 1 | 17 | –  | –  | 13 | - POL: 2× platynowa płyta | 7 rzeczy, których nie wiecie o facetach (ścieżka dźwiękowa) |
| 2018                         | „Dobre myśli” (oraz Sylwia Grzeszczak)                       | 5 | 1 | 2  | 1  | –  | 1  | - POL: 2× platynowa płyta | –                                                           |
| 2019                         | „Piękne życie” (oraz InoRos)                                 | – | – | –  | –  | –  | –  | - POL: złota płyta        | –                                                           |
| 2019                         | „Piątunio” (oraz InoRos)                                     | – | – | –  | –  | –  | –  |                           | –                                                           |
| 2020                         | „Latarnie” (oraz Poblo)                                      | – | – | 3  | 9  | –  | –  |                           | ID                                                          |
| 2020                         | „Olo!”                                                       | – | – | –  | –  | –  | –  |                           | ID                                                          |
| 2020                         | „ID”                                                         | – | – | 19 | –  | –  | –  |                           | ID                                                          |
| 2023                         | „Jakie masz dziś plany? (Aniele 23)” (oraz Mezo)             | – | – | –  | –  | –  | –  | - POL: 2× platynowa płyta | –                                                           |
| „–” singel nie był notowany. |                                                              |   |   |    |    |    |    |                           |                                                             |

## Inne notowane utwory
| 2003                        | „Żeby nie było” (Mezo, gościnnie: Liber)       | – | 5  | – | –  | 1  | –  | Mezokracja             |
| 2003                        | „Aniele” (Mezo, gościnnie: Liber)              | – | 7  | – | –  | 1  | –  | Mezokracja             |
| 2004                        | „Gdzie indziej”                                | – | 27 | – | –  | 21 | –  | Bógmacher              |
| 2004                        | „Skarby” (gościnnie: Doniu)                    | – | 1  | – | 12 | 1  | –  | Bógmacher              |
| 2004                        | „Jedna z dróg” (gościnnie: Marian)             | – | 23 | – | –  | –  | –  | Bógmacher              |
| 2004                        | „Nasze rendes-vous” (oraz Doniu, Kombii)       | – | 23 | – | –  | 9  | –  | Muzyka łączy pokolenia |
| 2007                        | „Dzień dobry Polsko” (oraz Doniu)              | – | 31 | – | –  | 10 | –  | Moderato               |
| 2008                        | „Nowe szanse” (oraz Sylwia Grzeszczak)         | – | 18 | 2 | –  | –  | –  | Ona i on               |
| 2008                        | „Co z nami będzie” (oraz Sylwia Grzeszczak)    | – | 3  | 1 | –  | –  | –  | Ona i on               |
| 2009                        | „Mijamy się” (oraz Sylwia Grzeszczak)          | – | 6  | 1 | –  | –  | 29 | Ona i on               |
| 2012                        | „Katrina” (Rafał Brzozowski, gościnnie: Liber) | – | 14 | 3 | –  | –  | –  | Tak blisko             |
| „–” utwór nie był notowany. |                                                |   |    |   |    |    |    |                        |

## Inne
| Rok  | Utwór                                                           | Album                     |
| ---- | --------------------------------------------------------------- | ------------------------- |
| 2001 | „Dziki zachód” (Kolektyf, gośc. Liber)                          | To nie jest mehanizm      |
| 2001 | „I moje miasto złą sławą owiane...” (Slums Attack, gośc. Liber) | Na legalu?                |
| 2004 | „Jedna z dróg” (oraz Marian)                                    | ESKA Squad 2 (kompilacja) |
| 2004 | „Rendez-Vous (Remix)” (Doniu, gośc. Liber)                      | Monologimuzyka            |
| 2005 | „Mistrzostwo” (Mezo, Tabb, gośc. Liber)                         | Wyjście z bloków          |
| 2005 | „To tylko my” (Doniu, gośc. Liber, Kris)                        | Czas surferów             |
| 2005 | „Gdzie indziej” (Doniu, gośc. Liber)                            | Czas surferów             |
| 2006 | „Byłaś serca biciem” (Mezo/Tabb, gośc. Kasia Wilk, Liber)       | Eudaimonia                |
| 2006 | „Blisko bądź” (Gosia Andrzejewicz, gośc. Doniu, Liber)          | Lustro                    |
| 2007 | „Mistrzostwo” (Mezo, gośc. Liber)                               | Dekada 1997–2007          |
| 2012 | „Katrina” (Rafał Brzozowski, gośc. Liber)                       | Tak blisko                |

### Autor tekstów
| Rok  | Utwory | Album                                 |
| ---- | --- | ------------------------------------- |
| 2007 | „Zawsze byłam”, „Pokochać ciszę”, „Niepotrzebny”, „Zamknij oczy”, „Spokój”                                                                                     | Nie dla oka... – Agnieszka Włodarczyk |
| 2011 | „Sen o przyszłości”, „Leć”, „Karuzela”, „Bajka”, „Małe rzeczy”, „Najprzytulniej”                                                                               | Sen o przyszłości – Sylwia Grzeszczak |
| 2012 | „Jak to powiedzieć”, „Chodź bliżej”, „Hasło”, „Zmiana”, „Nie sam”, „Z pierwszych stron”, „Mamy dość”, „Nieodkryty ląd”, „Przyjaciel”                           | Nie sam – Damian Skoczyk              |
| 2013 | „Księżniczka”, „Flirt”, „Schody”, „Pożyczony”, „Hotel chwil”, „Własny wzór”, „Nowy ty, nowa ja”, „Zdobywamy”, „Flagi serc”, „Młody bóg”, „Kiedy tylko spojrzę” | Komponując siebie – Sylwia Grzeszczak |
| 2014 | „W silnych ramionach” | Z miłości do muzyki – Tomasz Lubert   |

## Teledyski
| Rok       | Tytuł                                                        | Reżyseria/Realizacja                | Album                  |
| --------- | ------------------------------------------------------------ | ----------------------------------- | ---------------------- |
| 2004      | „Skarby” (gościnnie: Doniu)                                  | Grupa 13                            | Bógmacher              |
| 2004      | „Jedna z dróg” (gościnnie: Marian)                           | Stanisław Mąderek                   | Bógmacher              |
| 2005      | „Gdzie indziej”                                              | Stanisław Mąderek                   | Bógmacher              |
| 2005      | „Pomnik”                                                     | Mikołaj Kubicz, Michał Jaskulski    | Bógmacher              |
| 2005      | „Nasze rendes-vous” (oraz Doniu, Kombii)                     | Tomasz Jarosz, Paweł Śmietanka      | Muzyka łączy pokolenia |
| 2007      | „Dzień dobry Polsko” (oraz Doniu)                            |                                     | Moderato               |
| 2007      | „Najszybszy w mieście” (oraz Doniu; gościnnie: Dima)         |                                     | Moderato               |
| 2007      | „Czysta gra”                                                 |                                     |                        |
| 2008      | „All Inc.” (oraz Doniu)                                      |                                     | Moderato               |
| 2008      | „Nowe szanse” (oraz Sylwia Grzeszczak)                       | Grupa 13                            | Ona i on               |
| 2008      | „Co z nami będzie” (oraz Sylwia Grzeszczak)                  |                                     | Ona i on               |
| 2009      | „Mijamy się” (oraz Sylwia Grzeszczak)                        |                                     | Ona i on               |
| 2012      | „Czyste szaleństwo” (gościnnie: InoRos)                      | Cam-L Studio                        | Magia futbolu          |
| 2012      | „Pola karnego lis” (gościnnie: Tomasz Zimoch)                | Cam-L Studio                        | Magia futbolu          |
| 2012      | „Winny” (oraz Mateusz Mijal)                                 | Piotr Naumowicz, Endorfina ArtMedia | Duety                  |
| 2013      | „Wszystkiego na raz” (oraz Natalia Szroeder)                 |                                     | Duety                  |
| 2013      | „Nie patrzę w dół” (oraz Natalia Szroeder)                   |                                     | Duety                  |
| 2014      | „Teraz ty” (oraz Natalia Szroeder)                           | Adam Gawenda                        |                        |
| 2014      | „Dzień dobry, kocham cię” (gościnnie: Barbara Kurdej-Szatan) |                                     |                        |
| 2019      | Piękne życie (oraz InoRos)                                   | Bartek Łukowiec                     |                        |
| Gościnnie |                                                              |                                     |                        |
| 2003      | „Żeby nie było” (Mezo, gościnnie: Liber)                     | RybaFilm                            | Mezokracja             |
| 2010      | „Tak miało być” (Alan Basski, gościnnie: Liber)              | Grupa 13                            | Z głębi serca          |